# إبراهيم العلفي
إبراهيم بن خالد العلفي (1694-1743م) كان فقيهاً يمنياً زيدياً في النصف الأول من القرن الثامن عشر/الثاني عشر الهجري. ولد في رداع وعاش في ذمار واستقر في صنعاء لبقية حياته واشتغل بالفتوى. وتنسب إليه قرية «العلفي» شمال صنعاء.